# Torger Nergård
Torger Nergård (Trondheim, 12 de diciembre de 1974) es un deportista noruego que compitió en curling. Su esposa, Marianne Rørvik, compitió en el mismo deporte.
Participó en seis Juegos Olímpicos de Invierno, entre los años 2002 y 2022, obteniendo en total dos medallas, oro en Salt Lake City 2002 y plata en Vancouver 2010, el quinto lugar en Sochi 2014, el sexto en Pyeongchang 2018 y el sexto en Pekín 2022.
Ganó seis medallas en el Campeonato Mundial de Curling entre los años 2006 y 2015, y doce medallas en el Campeonato Europeo de Curling entre los años 2002 y 2016.

## Palmarés internacional
| Juegos Olímpicos   | Juegos Olímpicos                  | Juegos Olímpicos  | Juegos Olímpicos |
| Año                | Lugar                             | Medalla           | Prueba           |
| ------------------ | --------------------------------- | ----------------- | ---------------- |
| 2002               | Salt Lake City (Estados Unidos)   | Medalla de oro    | Equipo           |
| 2010               | Vancouver (Canadá)                | Medalla de plata  | Equipo           |
| Campeonato Mundial |                                   |                   |                  |
| Año                | Lugar                             | Medalla           | Prueba           |
| 2006               | Lowell (Estados Unidos)           | Medalla de bronce | Equipo           |
| 2008               | Grand Forks (Estados Unidos)      | Medalla de bronce | Equipo           |
| 2009               | Moncton (Canadá)                  | Medalla de bronce | Equipo           |
| 2010               | Cortina d'Ampezzo (Italia)        | Medalla de plata  | Equipo           |
| 2014               | Pekín (China)                     | Medalla de oro    | Equipo           |
| 2015               | Halifax (Canadá)                  | Medalla de plata  | Equipo           |
| Campeonato Europeo |                                   |                   |                  |
| Año                | Lugar                             | Medalla           | Prueba           |
| 2002               | Grindelwald (Suiza)               | Medalla de bronce | Equipo           |
| 2005               | Garmisch-Partenkirchen (Alemania) | Medalla de oro    | Equipo           |
| 2007               | Füssen (Alemania)                 | Medalla de plata  | Equipo           |
| 2008               | Örnsköldsvik (Suecia)             | Medalla de plata  | Equipo           |
| 2009               | Aberdeen (Reino Unido)            | Medalla de bronce | Equipo           |
| 2010               | Champéry (Suiza)                  | Medalla de oro    | Equipo           |
| 2011               | Moscú (Rusia)                     | Medalla de oro    | Equipo           |
| 2012               | Karlstad (Suecia)                 | Medalla de plata  | Equipo           |
| 2013               | Stavanger (Noruega)               | Medalla de plata  | Equipo           |
| 2014               | Champéry (Suiza)                  | Medalla de plata  | Equipo           |
| 2015               | Esbjerg (Dinamarca)               | Medalla de bronce | Equipo           |
| 2016               | Renfrew (Reino Unido)             | Medalla de plata  | Equipo           |